# 一つ目小僧

水木しげるロードに設置されている「一つ目小僧」のブロンズ像。

一つ目小僧（ひとつめこぞう）は、日本の妖怪。額の真ん中に目が一つだけある坊主頭の子供の姿をしている。

## 概要

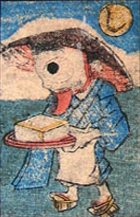
妖怪かるた「した出し小僧のとうふなめ」の絵札

一般にこれといって危害を加えるようなことはなく、突然現れて驚かすだけという、妖怪の中でも比較的無害な部類に含まれる。そうした意味では性格的にも行動的にもからかさ小僧に通じていると言える。特に悪さを働かない故か、絵として描かれるときも、多くの場合はかわいらしい、もしくはユーモラスなデザインになる。
妖怪かるたには、一つ目小僧が豆腐を持っている絵の描かれているものがあるが、これは妖怪研究家・多田克己によれば、「豆粒（まめつぶ）」が「魔滅（まめつ）」に通じることから、一つ目小僧が豆を嫌うと伝承されていたはずが、いつしか一つ目小僧の好物が豆腐だという伝承にすり替わってしまったものとされる。また、これが豆腐小僧の伝承に繋がったともいう。
小僧（修行中の僧）の姿であるのは、第18代天台座主・良源の化身とされる比叡山の妖怪・一眼一足法師に由来するとの説がある（一つ目入道を参照）。

## 古典の一つ目小僧

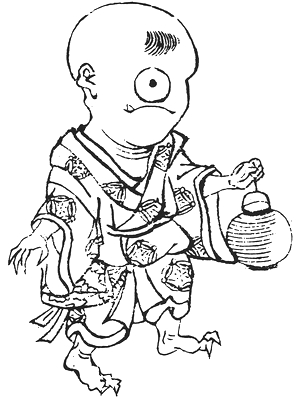
黄表紙における一つ目小僧。北尾政美『夭怪着到牒』

江戸時代の怪談、随筆、近代の民俗資料には一つ目小僧の名が多く見られるが、特に平秼東作による『怪談老の杖』にある以下の話がよく知られる。江戸の四谷に住んでいた小嶋弥喜右衛門という男が、所用で麻布の武家の屋敷へ赴き、部屋で待たされていたところ、10歳ほどの小僧が現れて、床の間の掛け軸を巻き上げたり下ろしたりを繰り返し始めた。弥喜右衛門が悪戯を注意したところ、小僧が「黙っていよ」と振り返り、その顔には目が一つしかなかった。弥喜右衛門は悲鳴を上げて倒れ、声に驚いた屋敷の者により自宅へ運ばれた。その後に屋敷の者が言うには、その屋敷ではそのような怪異が年に4、5回はあるが、特に悪さはしないとのことだった。弥喜右衛門も20日ほど寝込んでいたものの、その後は元気を取り戻したという。
一つ目小僧は屋内より屋外に現れることが多いという。『会津怪談集』によれば、会津若松の本四ノ丁付近である少女が8、9歳ほどの子供に出会い、「お姉さん、お金欲しい?」と聞かれて「欲しい」と答えると、子供の顔には目が一つしかなく、一つ目に睨まれた少女はそのまま気絶してしまったという。また『岡山の怪談』によれば、岡山県久米郡久米南町上籾今井谷に一口坂という坂道があるが、かつて夜にそこを歩くと青白い光とともに一つ目小僧が現れ、腰を抜かした者を長い舌で一口嘗めたといい、これが一口坂の名の由来とされる。
また、兵庫県の丹波篠山市に伝わる伝承「篠山の怪談七不思議」では、晩秋の雨の夜に番所橋に顔の真ん中に丸い一つ目が光る身の丈3尺足らず（約90センチ）の小僧が現れ、これに遭遇すると武士でも怖気がするという怪談が伝えられている。この怪談は「酒買い小僧」の名称で伝わる。
『百怪図巻』『化物づくし』『化物絵巻』などの江戸時代の妖怪画には、「目一つ坊」の名で描かれている。また、奥州では、「一つまなぐ」と呼ばれていたとされる。
落語にも一つ目の人々（子供も含む）の語りは登場し、『一眼国（いちがんこく）』の演目では、江戸から120、130里ほど北の原っぱに一つ目の人を目撃したと聞いた香具師が「捕まえて見世物に出せば、儲けになる」と出発し、一つ目の子を見つけて連れて帰ろうとするも、騒がれ、大勢の人々に取り囲まれ、逆に捕まってしまう。全て一つ目の人々であり、「こいつ不思議だねぇ、眼が二つある」、「早速、見世物に出せ」といった落ちで終わる。

## 民間信仰の一つ目小僧

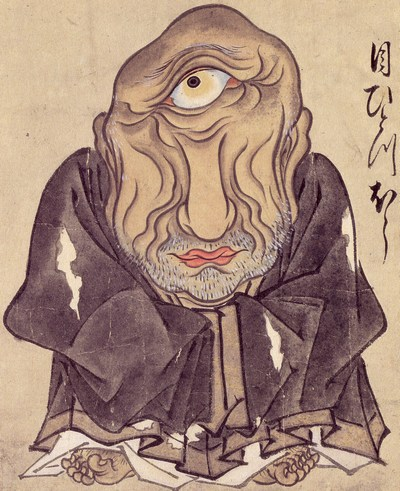
佐脇嵩之『百怪図巻』より「目一つ坊」

関東地方では旧暦2月8日と12月8日の事八日の夜に箕借り婆と共に山里から出てくるという言い伝えがあり、目籠を軒先に掲げて追い払う行事をする。また地方によっては籠にヒイラギを刺すが、これは一つ目を突き刺す意味とされる。この事八日はかつては物忌として仕事をせず、家に籠もっている地方が多かったが、この祭事の家籠もりがいつしか、化け物が現れるから家に籠もると解釈されるようになり、その化け物が一つ目小僧や箕借り婆だという説もある。
また関東地方の伝承では、一つ目小僧は事八日に毎年帳面を持って家々を回り、戸締りが悪い、行儀が悪いなどの家の落ち度を調べ、家族の運勢を決める、または疫病神へ報告して災難をもたらすともいう。この際、一つ目小僧は12月8日に家の落ち度を帳面に記入して道祖神に一旦預け、2月8日にそれを受け取りに来るとされることから、この帳面を焼き払う行事として、神奈川県横浜市瀬谷区では道祖神の仮の祠を作って1月14日のどんど焼きで燃やし、静岡県の伊豆地方では正月15日の道祖神祭で道祖神像を火の中に入れて焼くなどの風習がある。こうすることで、一つ目小僧が2月8日に道祖神のもとへ帳面を受け取りに行くと、預けてあったはずの帳面がなくなっているので、災難から逃れられるのだという。

### 異形の神
民俗学の泰斗、柳田國男は「妖怪とは神が零落したもの」という考えをベースに、一つ目小僧は山の神の零落した姿であると説いた。『妖怪談義』によると、「山の神は眇（すがめ＝斜視、やぶにらみの意）である」という伝承を持つ地域があり、眇は俗に「目が一つ」という言い方をされることから、これも山の神霊を起源とするものであるという。また、古の神祭の生贄として供された片目片足を損じられた者の存在も示唆しており、猟師やきこりによって山中に祀られた自然神にまつわる伝承には一つ目一本足の異形の神の姿形が垣間見える。他に、たたら製鉄に従事する者に、炉を見続けることによって片目を失った者が多くいたことから、製鉄従事者が信仰する単眼神、天目一箇神との関連を指摘する説もある。

## 単眼症
先天的な奇形に単眼症と呼ばれるものがある。母胎のビタミンA欠損などにより、大脳が左右に分離することができず、これに伴い眼球も1つとなる。脳や神経系、呼吸器などの異常により胎内もしくは生まれてまもなく死亡する症状である。ビタミンAは緑黄色野菜のほか、動物性の食物に多く含まれ、もともと食肉文化の少なかった日本ではビタミンAの不足は珍しいことではなかったのかもしれない。こうした背景にくわえて、一つ目小僧が子供の姿であることや小坊主の衣装であることなどから、単眼で生まれた赤子をこう呼んだものが始まりとも考えられる。
神奈川県座間市では、1932年（昭和7年）に市内の墓地から、眼窩が一つしかない頭蓋骨が掘り出されたことがあり、行き倒れの末に野犬の襲撃などで命を落としたものと推定され、供養のために「一つ目小僧地蔵」が建造され、一つ目小僧の伝承と結び付けられて後に伝えられている。この頭蓋骨の主も、同様に単眼症の者とする見方もある。